# Burlington (Massachusetts)
Burlington es un pueblo ubicado en el condado de Middlesex en el estado estadounidense de Massachusetts. En el Censo de 2010 tenía una población de 24.498 habitantes y una densidad poblacional de 797,6 personas por km².

## Geografía
Burlington se encuentra ubicado en las coordenadas 42°30′12″N 71°12′6″O / 42.50333, -71.20167. Según la Oficina del Censo de los Estados Unidos, Burlington tiene una superficie total de 30.71 km², de la cual 30.39 km² corresponden a tierra firme y (1.05%) 0.32 km² es agua.

## Demografía
Según el censo de 2010, había 24.498 personas residiendo en Burlington. La densidad de población era de 797,6 hab./km². De los 24.498 habitantes, Burlington estaba compuesto por el 80.76% blancos, el 3.27% eran afroamericanos, el 0.16% eran amerindios, el 13.35% eran asiáticos, el 0.02% eran isleños del Pacífico, el 0.83% eran de otras razas y el 1.6% pertenecían a dos o más razas. Del total de la población el 2.36% eran hispanos o latinos de cualquier raza.